# Али-Аддэ
Али-Аддэ (араб. دى على‎) — город на юго-востоке Джибути. Он расположен в регионе Али-Сабих.

## Географическое положение
Али-Аддэ расположен в южной части страны в долине. Город расположен в горной местности, в закрытой долине нагорьем. Он находится на высоте 525 метров над уровнем моря. Туристов привлекает местная дикая природа: чепрачный шакал, Газель-доркас, Каракал, птицы и Плащеносный павиан.

## История
Али-Аддэ является одним из старейших городов в Джибути после Таджура и Обок. Его географическое название буквально означает "белый или чистое место" в афро-азиатском сомалийском языке.
В средние века, Али-Аддэ правил султанат Адал. Позже город вошёл в состав колонии Французского Сомали, в первой половине 20-го века.
Согласно древней легенде, современная территория Али-Аддэ была покрыта деревьями, с сухими руслами рек Вади.

## Демография
Городское население составляет, в основном, афроазиатские этнические группы, с преобладанием исса Сомали.

## Климат
Погода Али-Аддэ характеризуется жарким и сухим летом и мягкой прохладной зимой. Влажность очень низкая, в ночное время температура обычно падает на 26 °C, что особенно приятно летом по сравнению с прибрежными городами.
| Показатель                    | Янв. | Фев. | Март | Апр. | Май  | Июнь | Июль | Авг. | Сен. | Окт. | Нояб. | Дек. | Год   |
| ----------------------------- | ---- | ---- | ---- | ---- | ---- | ---- | ---- | ---- | ---- | ---- | ----- | ---- | ----- |
| Абсолютный максимум, °C       | 26,0 | 26,6 | 28,7 | 31,1 | 34,1 | 38,6 | 38,3 | 37,4 | 34,6 | 31,1 | 28,6  | 26,5 | 31,8  |
| Абсолютный минимум, °C        | 17   | 17,9 | 19,5 | 22,0 | 25,4 | 27,8 | 26,6 | 26,6 | 25,5 | 21,1 | 18,6  | 17,4 | 22,07 |
| Норма осадков, мм             | 15   | 10   | 12   | 20   | 6    | 6    | 24   | 38   | 26   | 18   | 10    | 11   | 196   |
| Источник: The Weather Channel |      |      |      |      |      |      |      |      |      |      |       |      |       |

## Транспорт
Город расположен на Национальном шоссе 5.

## Города-побратимы
1. Зейла, Сомали
2. , Эль-Хамра, Оман